# Llista d'asteroides/72001–72100
| Nom                 | Designació provisional | Data de descobriment | Lloc de descobriment    | Descobridor/s                      |
| ------------------- | ---------------------- | -------------------- | ----------------------- | ---------------------------------- |
| 72001 -             | 2000 WX188             | 18 de novembre, 2000 | Anderson Mesa           | LONEOS                             |
| 72002 -             | 2000 WP191             | 19 de novembre, 2000 | Anderson Mesa           | LONEOS                             |
| 72003 -             | 2000 XP2               | 1 de desembre, 2000  | Socorro                 | LINEAR                             |
| 72004 -             | 2000 XS3               | 1 de desembre, 2000  | Socorro                 | LINEAR                             |
| 72005 -             | 2000 XV6               | 1 de desembre, 2000  | Socorro                 | LINEAR                             |
| 72006 -             | 2000 XJ7               | 1 de desembre, 2000  | Socorro                 | LINEAR                             |
| 72007 -             | 2000 XM7               | 1 de desembre, 2000  | Socorro                 | LINEAR                             |
| 72008 -             | 2000 XV7               | 1 de desembre, 2000  | Socorro                 | LINEAR                             |
| 72009 -             | 2000 XF8               | 1 de desembre, 2000  | Socorro                 | LINEAR                             |
| 72010 -             | 2000 XZ8               | 1 de desembre, 2000  | Socorro                 | LINEAR                             |
| 72011 -             | 2000 XL10              | 1 de desembre, 2000  | Socorro                 | LINEAR                             |
| 72012 -             | 2000 XT10              | 4 de desembre, 2000  | Bisei SG Center         | BATTeRS                            |
| 72013 -             | 2000 XN11              | 1 de desembre, 2000  | Socorro                 | LINEAR                             |
| 72014 -             | 2000 XD12              | 4 de desembre, 2000  | Socorro                 | LINEAR                             |
| 72015 -             | 2000 XC13              | 4 de desembre, 2000  | Socorro                 | LINEAR                             |
| 72016 -             | 2000 XF13              | 4 de desembre, 2000  | Socorro                 | LINEAR                             |
| 72017 -             | 2000 XK13              | 4 de desembre, 2000  | Socorro                 | LINEAR                             |
| 72018 -             | 2000 XN13              | 4 de desembre, 2000  | Socorro                 | LINEAR                             |
| 72019 -             | 2000 XV14              | 4 de desembre, 2000  | Socorro                 | LINEAR                             |
| 72020 -             | 2000 XH15              | 5 de desembre, 2000  | Socorro                 | LINEAR                             |
| 72021 Yisunji       | 2000 XJ15              | 4 de desembre, 2000  | Bohyunsan               | Y.-B. Jeon, B.-C. Lee              |
| 72022 -             | 2000 XE22              | 4 de desembre, 2000  | Socorro                 | LINEAR                             |
| 72023 -             | 2000 XE27              | 4 de desembre, 2000  | Socorro                 | LINEAR                             |
| 72024 -             | 2000 XY28              | 4 de desembre, 2000  | Socorro                 | LINEAR                             |
| 72025 -             | 2000 XE29              | 4 de desembre, 2000  | Socorro                 | LINEAR                             |
| 72026 -             | 2000 XO29              | 4 de desembre, 2000  | Socorro                 | LINEAR                             |
| 72027 -             | 2000 XX29              | 4 de desembre, 2000  | Socorro                 | LINEAR                             |
| 72028 -             | 2000 XH30              | 4 de desembre, 2000  | Socorro                 | LINEAR                             |
| 72029 -             | 2000 XY31              | 4 de desembre, 2000  | Socorro                 | LINEAR                             |
| 72030 -             | 2000 XK33              | 4 de desembre, 2000  | Socorro                 | LINEAR                             |
| 72031 -             | 2000 XO34              | 4 de desembre, 2000  | Socorro                 | LINEAR                             |
| 72032 -             | 2000 XF35              | 4 de desembre, 2000  | Socorro                 | LINEAR                             |
| 72033 -             | 2000 XQ35              | 4 de desembre, 2000  | Socorro                 | LINEAR                             |
| 72034 -             | 2000 XS35              | 5 de desembre, 2000  | Socorro                 | LINEAR                             |
| 72035 -             | 2000 XR38              | 6 de desembre, 2000  | Bisei SG Center         | BATTeRS                            |
| 72036 -             | 2000 XM44              | 9 de desembre, 2000  | Fountain Hills          | C. W. Juels                        |
| 72037 Castelldefels | 2000 XN44              | 10 de desembre, 2000 | Begues                  | J. Manteca                         |
| 72038 -             | 2000 XM48              | 4 de desembre, 2000  | Socorro                 | LINEAR                             |
| 72039 -             | 2000 XG49              | 4 de desembre, 2000  | Socorro                 | LINEAR                             |
| 72040 -             | 2000 XH50              | 4 de desembre, 2000  | Socorro                 | LINEAR                             |
| 72041 -             | 2000 XX53              | 15 de desembre, 2000 | Uccle                   | T. Pauwels                         |
| 72042 -             | 2000 YA1               | 17 de desembre, 2000 | Gnosca                  | S. Sposetti                        |
| 72043 -             | 2000 YR2               | 19 de desembre, 2000 | Socorro                 | LINEAR                             |
| 72044 -             | 2000 YH5               | 20 de desembre, 2000 | Socorro                 | LINEAR                             |
| 72045 -             | 2000 YJ6               | 20 de desembre, 2000 | Socorro                 | LINEAR                             |
| 72046 -             | 2000 YV6               | 20 de desembre, 2000 | Socorro                 | LINEAR                             |
| 72047 -             | 2000 YZ6               | 20 de desembre, 2000 | Socorro                 | LINEAR                             |
| 72048 -             | 2000 YC7               | 20 de desembre, 2000 | Socorro                 | LINEAR                             |
| 72049 -             | 2000 YH7               | 20 de desembre, 2000 | Socorro                 | LINEAR                             |
| 72050 -             | 2000 YM7               | 20 de desembre, 2000 | Socorro                 | LINEAR                             |
| 72051 -             | 2000 YS7               | 21 de desembre, 2000 | Socorro                 | LINEAR                             |
| 72052 -             | 2000 YW7               | 21 de desembre, 2000 | Socorro                 | LINEAR                             |
| 72053 -             | 2000 YX7               | 21 de desembre, 2000 | Socorro                 | LINEAR                             |
| 72054 -             | 2000 YB8               | 21 de desembre, 2000 | Farpoint                | G. Hug                             |
| 72055 -             | 2000 YF8               | 22 de desembre, 2000 | Višnjan Observatory     | K. Korlević                        |
| 72056 -             | 2000 YT8               | 19 de desembre, 2000 | Kitt Peak               | Spacewatch                         |
| 72057 -             | 2000 YS9               | 23 de desembre, 2000 | Starkenburg Observatory | Starkenburg                        |
| 72058 -             | 2000 YC15              | 21 de desembre, 2000 | Uccle                   | T. Pauwels                         |
| 72059 Heojun        | 2000 YC16              | 21 de desembre, 2000 | Bohyunsan               | Y.-B. Jeon, B.-C. Lee              |
| 72060 -             | 2000 YG16              | 23 de desembre, 2000 | Desert Beaver           | W. K. Y. Yeung                     |
| 72061 -             | 2000 YX16              | 21 de desembre, 2000 | Socorro                 | LINEAR                             |
| 72062 -             | 2000 YR17              | 24 de desembre, 2000 | Ondřejov                | P. Kušnirák, U. Babiaková          |
| 72063 -             | 2000 YD18              | 20 de desembre, 2000 | Socorro                 | LINEAR                             |
| 72064 -             | 2000 YG19              | 21 de desembre, 2000 | Kitt Peak               | Spacewatch                         |
| 72065 -             | 2000 YM20              | 27 de desembre, 2000 | Kitt Peak               | Spacewatch                         |
| 72066 -             | 2000 YX21              | 29 de desembre, 2000 | Desert Beaver           | W. K. Y. Yeung                     |
| 72067 -             | 2000 YX26              | 25 de desembre, 2000 | Haleakala               | NEAT                               |
| 72068 -             | 2000 YC29              | 31 de desembre, 2000 | Ametlla de Mar          | J. Nomen                           |
| 72069 -             | 2000 YD29              | 31 de desembre, 2000 | Ametlla de Mar          | J. Nomen                           |
| 72070 -             | 2000 YC33              | 31 de desembre, 2000 | Ondřejov                | P. Kušnirák, U. Babiaková          |
| 72071 -             | 2000 YO33              | 31 de desembre, 2000 | Piszkéstető             | Piszkéstető, K. Sárneczky, L. Kiss |
| 72072 -             | 2000 YS34              | 28 de desembre, 2000 | Socorro                 | LINEAR                             |
| 72073 -             | 2000 YE35              | 28 de desembre, 2000 | Socorro                 | LINEAR                             |
| 72074 -             | 2000 YV35              | 30 de desembre, 2000 | Socorro                 | LINEAR                             |
| 72075 -             | 2000 YN36              | 30 de desembre, 2000 | Socorro                 | LINEAR                             |
| 72076 -             | 2000 YO37              | 30 de desembre, 2000 | Socorro                 | LINEAR                             |
| 72077 -             | 2000 YA38              | 30 de desembre, 2000 | Socorro                 | LINEAR                             |
| 72078 -             | 2000 YJ39              | 30 de desembre, 2000 | Socorro                 | LINEAR                             |
| 72079 -             | 2000 YR39              | 30 de desembre, 2000 | Socorro                 | LINEAR                             |
| 72080 -             | 2000 YY39              | 30 de desembre, 2000 | Socorro                 | LINEAR                             |
| 72081 -             | 2000 YZ39              | 30 de desembre, 2000 | Socorro                 | LINEAR                             |
| 72082 -             | 2000 YG40              | 30 de desembre, 2000 | Socorro                 | LINEAR                             |
| 72083 -             | 2000 YP40              | 30 de desembre, 2000 | Socorro                 | LINEAR                             |
| 72084 -             | 2000 YB41              | 30 de desembre, 2000 | Socorro                 | LINEAR                             |
| 72085 -             | 2000 YH41              | 30 de desembre, 2000 | Socorro                 | LINEAR                             |
| 72086 -             | 2000 YM41              | 30 de desembre, 2000 | Socorro                 | LINEAR                             |
| 72087 -             | 2000 YP41              | 30 de desembre, 2000 | Socorro                 | LINEAR                             |
| 72088 -             | 2000 YZ41              | 30 de desembre, 2000 | Socorro                 | LINEAR                             |
| 72089 -             | 2000 YP43              | 30 de desembre, 2000 | Socorro                 | LINEAR                             |
| 72090 -             | 2000 YL45              | 30 de desembre, 2000 | Socorro                 | LINEAR                             |
| 72091 -             | 2000 YY45              | 30 de desembre, 2000 | Socorro                 | LINEAR                             |
| 72092 -             | 2000 YD46              | 30 de desembre, 2000 | Socorro                 | LINEAR                             |
| 72093 -             | 2000 YL46              | 30 de desembre, 2000 | Socorro                 | LINEAR                             |
| 72094 -             | 2000 YM47              | 30 de desembre, 2000 | Socorro                 | LINEAR                             |
| 72095 -             | 2000 YY47              | 30 de desembre, 2000 | Socorro                 | LINEAR                             |
| 72096 -             | 2000 YA48              | 30 de desembre, 2000 | Socorro                 | LINEAR                             |
| 72097 -             | 2000 YL49              | 30 de desembre, 2000 | Socorro                 | LINEAR                             |
| 72098 -             | 2000 YY49              | 30 de desembre, 2000 | Socorro                 | LINEAR                             |
| 72099 -             | 2000 YQ50              | 30 de desembre, 2000 | Socorro                 | LINEAR                             |
| 72100 -             | 2000 YA51              | 30 de desembre, 2000 | Socorro                 | LINEAR                             |